# Rob de Wit
Rob de Wit (Utrecht, 8 settembre 1963) è un ex calciatore olandese, di ruolo ala.

## Carriera

### Club
Dopo aver giocato nelle giovanili dell'Utrecht, nel 1984 approda in prima squadra, dove gioca per due anni fino a quando, nel 1986, passa all'Ajax per sostituire Jesper Olsen, trasferitosi al Manchester United. Rimane nella squadra della capitale per due anni, ma un'emorragia cerebrale che lo colpisce mentre è in vacanza in Spagna lo blocca: tenta un intervento in Svezia ma non ha successo e, all'età di soli 23 anni deve abbandonare il calcio professionistico. In futuro proverà a sottoporsi all'intervento altre due volte, nel 1993 e nel 2005.

### Nazionale
De Wit ha giocato in totale 8 partite con la Nazionale olandese, segnando 3 goal. La partita dell'esordio avviene contro l'Austria alle qualificazioni per Messico 1986 il 1º maggio 1985, mentre il primo gol lo mette a segno nella sua seconda partita con gli Oranje, contro l'Ungheria.

## Statistiche

### Cronologia presenze e reti in nazionale
| Cronologia completa delle presenze e delle reti in nazionale ― Paesi Bassi | Cronologia completa delle presenze e delle reti in nazionale ― Paesi Bassi | Cronologia completa delle presenze e delle reti in nazionale ― Paesi Bassi | Cronologia completa delle presenze e delle reti in nazionale ― Paesi Bassi | Cronologia completa delle presenze e delle reti in nazionale ― Paesi Bassi | Cronologia completa delle presenze e delle reti in nazionale ― Paesi Bassi | Cronologia completa delle presenze e delle reti in nazionale ― Paesi Bassi | Cronologia completa delle presenze e delle reti in nazionale ― Paesi Bassi |
| Data                                                                       | Città                                                                      | In casa                                                                    | Risultato                                                                  | Ospiti                                                                     | Competizione                                                               | Reti                                                                       | Note                                                                       |
| -------------------------------------------------------------------------- | -------------------------------------------------------------------------- | -------------------------------------------------------------------------- | -------------------------------------------------------------------------- | -------------------------------------------------------------------------- | -------------------------------------------------------------------------- | -------------------------------------------------------------------------- | -------------------------------------------------------------------------- |
| 1-5-1985                                                                   | Rotterdam                                                                  | Paesi Bassi                                                                | 1 – 1                                                                      | Austria                                                                    | Qual. Mondiali 1986                                                        | -                                                                          | 77’                                                                        |
| 14-5-1985                                                                  | Budapest                                                                   | Ungheria                                                                   | 0 – 1                                                                      | Paesi Bassi                                                                | Qual. Mondiali 1986                                                        | 1                                                                          | 46’                                                                        |
| 4-9-1985                                                                   | Heerenveen                                                                 | Paesi Bassi                                                                | 1 – 0                                                                      | Bulgaria                                                                   | Amichevole                                                                 | 1                                                                          |                                                                            |
| 16-10-1985                                                                 | Anderlecht                                                                 | Belgio                                                                     | 1 – 0                                                                      | Paesi Bassi                                                                | Qual. Mondiali 1986                                                        | -                                                                          | 88’                                                                        |
| 20-11-1985                                                                 | Rotterdam                                                                  | Paesi Bassi                                                                | 2 – 1                                                                      | Belgio                                                                     | Qual. Mondiali 1986                                                        | 1                                                                          |                                                                            |
| 12-3-1986                                                                  | Lipsia                                                                     | Germania Est                                                               | 0 – 1                                                                      | Paesi Bassi                                                                | Amichevole                                                                 | -                                                                          |                                                                            |
| 29-4-1986                                                                  | Eindhoven                                                                  | Paesi Bassi                                                                | 0 – 0                                                                      | Scozia                                                                     | Amichevole                                                                 | -                                                                          |                                                                            |
| 14-5-1986                                                                  | Dortmund                                                                   | Germania Ovest                                                             | 3 – 1                                                                      | Paesi Bassi                                                                | Amichevole                                                                 | -                                                                          | 66’                                                                        |
| Totale                                                                     |                                                                            | Presenze                                                                   | 8                                                                          |                                                                            | Reti                                                                       | 3                                                                          |                                                                            |

## Palmarès
- Campionato olandese: 1

Ajax: 1984-1985
- KNVB Beker: 1

Ajax: 1985-1986